# My Graveyard Productions
La My Graveyard Productions era un'etichetta discografica indipendente con sede a Montichiari fondata nel 2005 e specializzata nella produzione di musica indipendente perlopiù legata all'Heavy metal tradizionale, anche riscoprendo e ristampando band old school degli anni ottanta con gruppi come Manilla Road, Dark Quarterer e Skanners.

## Alcuni artisti prodotti
- Blood Thirsty Demons
- Crying Steel
- Dark Quarterer
- Etrusgrave
- Hollow Haze
- Manilla Road
- Menace
- Martiria
- Rosae Crucis
- Skanners
- Sabotage
- Screaming Shadows
- Seventh Seal
- Stormbringer
- Strana Officina
- Tarchon Fist
- Vexillum
- Wotan